# 九執暦
九執暦（きゅうしつれき）は、中国の唐の開元6年（718年）にインド人の太史監であった瞿曇悉達が6代皇帝玄宗の命によりインドの天文暦書（シッダーンタ）を漢訳したもの。ギリシア天文学の影響が強い5世紀ごろのシッダーンタを簡約して翻訳したとされる。玄宗朝で改暦議論が高まるなか、その参考にされた。瞿曇悉達が編纂した『唐開元占経』に収められている。
九執とは、サンスクリット語のナヴァグラハ（九曜、九つの星の意）の訳である。
算木ではなく 0 を含むインドの数字による計算や正弦関数表の存在が特徴的であった。